# Megachile pedalis
Megachile pedalis är en biart som beskrevs av Fox 1891. Megachile pedalis ingår i släktet tapetserarbin, och familjen buksamlarbin. Inga underarter finns listade i Catalogue of Life.